# Premjer Ministr
Premjer Ministr (Russisch: Премьер-министр) is een Russisch-Oekraïense boyband.  

## Biografie
De groep werd in 1997 gevormd door Dmitri Lanski, Jean Grigorjev-Milimerov, Peter Jason en Vjatsjeslav Bodilka. De groep, die zich een boyband noemde richtte zich niet in eerste instantie een wat jeugdiger publiek. 
In 2001 verliet Lanski de groep, hij werd vervangen door Marat Tsjanysjev. 
Premjer Ministr mocht Rusland vertegenwoordigen op het Eurovisiesongfestival 2002 in de Estse hoofdstad Talinn. Voor deze gelegenheid veranderde de groep zijn naam in Prime Minister, wat een Engelse vertaling is van hun bandnaam. Met het liedje Northern girl eindigden ze op een tiende plaats met 55 punten. 
Na grote problemen tussen de groep zelf en hun producer besloten de leden in 2005 om verder te gaan als Groep PM. Producer Evgeni Fridljand vormde vervolgens een nieuwe groep die weer door het leven gingen als Premjer Ministr en zo ook het oude repertoire van de groep zongen. Er werd gekozen voor Taras Demtsjoek, Vjatsjeslav Eskov, Vasili Kirijev, de Oekraïense zanger Sergej Demjantsjoek en de Mongoolse zanger Amarchuu Borchuu. Later is Borchuu uit de groep gegaan en vervolgens vervangen door Anton Naumov. 

## Discografie

### Albums
- 2003 - Pesni, klipy za 5 let
- 2004 - Osobo vazjnyje persony
- 2005 - Premjer Ministr v Rossii № 1
- 2006 - 8 Marta
- 2008 - My tak choteli

1994: Joeddiph · 
1995: Filipp Kirkorov · 
1997: Alla Poegatsjova · 
2000: Alsou · 
2001: Moemi Troll · 
2002: Premjer Ministr · 
2003: t.A.T.u. · 
2004: Joelia Savitsjeva · 
2005: Natalja Podolskaja · 
2006: Dima Bilan · 
2007: Serebro · 
2008: Dima Bilan · 
2009: Anastasija Prychodko · 
2010: Pjotr Nalitsj · 
2011: Aleksej Vorobjov · 
2012: Boeranovskije Baboesjki · 
2013: Dina Garipova · 
2014: The Tolmachevy Twins · 
2015: Polina Gagarina · 
2016: Sergej Lazarev · 
2018: Joelia Samojlova · 
2019: Sergej Lazarev · 
2021: Manizja